# Bumi Sari (Beutong)
Bumi Sari is een bestuurslaag in het regentschap Nagan Raya van de provincie Atjeh, Indonesië. Bumi Sari telt 412 inwoners (volkstelling 2010).